# Гепперт (герб)
Гепперт (пол. Geppert) — польский дворянский герб.

## Описание
В щите напол-разделённом, в правом серебряном поле якорь, анкерштоком вверх, а в левом, голубом, три, одна над другою золотые звёзды, из коих средняя окружена полумесяцем, рогами обращённым вправо. В навершии шлема три страусовые пера, крайние голубые, а среднее белое. Намет голубой, подложенный серебром.

## Герб используют
Иосиф-Матвей Гепперт (Jozef-Maciej), 1744-1826, лекарь при соляных копях в Величке, которому потомственное дворянство с гербом «Гепперт» пожаловано Императором Иосифом II 5 января 1789 года с гербом собственным. Гепперты, происходящее от него, пользовались этим гербом.
Антон-Онуфрий Гепперт (Antoni-Onufry Geppert syn Jana), 1743-1818, брат его, признан в дворянском достоинстве Королевства Польского на сейме в 1775 году, диплом на означенное достоинство с гербом «Котвица» выдан ему 1 мая 1783 года. Потомство Антона-Онуфрия подтверждено в дворянском достоинстве Сенатом Царства Польского 23 мая 1817 года и признано в потомственном дворянском достоинстве Царства Польского в 1837 году.